# パブリック・ストレージ (企業)

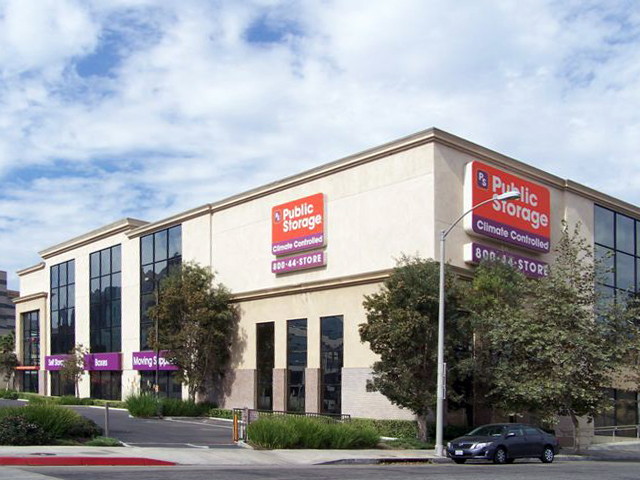
ロサンゼルスの倉庫センター

パブリック・ストレージ（英: Public Storage Inc.）は、個人倉庫（トランクルーム）のリースおよび関連サービスを行うアメリカ合衆国の不動産投資（REIT）・管理会社。カリフォルニア州・グレンデールに本拠を置き、約40の州で事業を行っている。ニューヨーク証券取引所上場企業（NYSE: PSA）。

## 沿革
1970年代の初め、南カリフォルニアの不動産開発業者であるブラッドリー・ウェイン・ヒューズ（Bradley Wayne Hughes）は、テキサス州を旅行中、地元の不動産開発業者がダラスとヒューストンの郊外で小型のストレージ施設を運営している様子を見て、この考えをカリフォルニアに持ち帰り、1972年8月、ケネス・ヴォルク（Kenneth Volk）と共に会社を設立した。最初のストレージ施設がエルカホンに開設され、南カリフォルニアの不動産価格の上昇や高稼働率、およびのレンタル価格の上昇により、1980年代半ばまで会社は毎年2-3億ドルのペースで資金が集まった。この資金はカリフォルニア州以外への進出を可能とし、1980年代末には個人倉庫レンタル事業における米国首位の地位を確立したが、不動産価格の停滞が顕著となったため、投資信託業への転換をはかり、1995年にREITへの転換を完了した。1998年にオフィスREITをPS Business Parks, Inc.として分社したが、その後も同社の株式の4割以上を保有している。
2006年、シアトルに拠点を置く競合のShurgard Storage Centers Inc.を買収、同社は米国に加えてヨーロッパ諸国にも多くの資産を展開していたが、オランダ・フランス・スウェーデンなどのヨーロッパ地域では、現在に至るまで「Shurgard Self-Storage」のブランド名で事業を展開している。
米国内ではカリフォルニア州、テキサス州、フロリダ州などに特に多くの資産を持ち、米国内の個人倉庫事業が売上の75％を占めている。